# Mahendra Singh Dhoni
Mahendra Singh Dhoni (* 7. Juli 1981 in Ranchi, Bihar), auch bekannt als MS Dhoni, ist ein indischer Cricketspieler, der von 2004 bis 2019 in der indischen Cricket-Nationalmannschaft gespielt hat und von 2007 bis 2017 ihr Kapitän im ODI- und Twenty20-Cricket war.

## Kindheit und Ausbildung
Dhoni spielte in seiner Jugend vorwiegend Fußball und Badminton und war im Schulfußballteam Torhüter. Zunächst arbeitete er bei Indian Railways als ein Ticket-Kontrolleur.

## Aktive Karriere
Erstmals Aufmerksamkeit erregte er, als er im Januar 2004 mit East Zone die Duleep Trophy 2003/04 gewann und dieses mit einem Century über 114 Runs sicherstellte. Daraufhin erhielt er Spielgelegenheiten in der indischen A-Mannschaft. Sein Debüt in der Nationalmannschaft gab er im Dezember 2004 in der ODI-Serie in Bangladesch. Ein Jahr später gab er bei der Tour in Sri Lanka auch sein Debüt im Test-Cricket. Als Indien im Dezember 2006 sein erstes Twenty20 in Südafrika überhaupt bestritt, war er Teil des Teams. Im März reiste er mit dem Team für seine erste Weltmeisterschaft in die West Indies. Jedoch endete der Cricket World Cup 2007 für Indien enttäuschend, als man schon in der Vorrunde ausschied. Als im Twenty20-Format mit der ICC World Twenty20 2007 die erste Weltmeisterschaft ausgetragen wurde, führte er das Team als Kapitän zum Titelgewinn. Daraufhin wurde er auch zum Kapitän des ODI-Teams ernannt.
Beim Cricket World Cup 2011 führte er das Team zum Titelgewinn und konnte selbst im Finale mit 91 Runs als Spieler des Spiels einen wichtigen Anteil am Triumph leisten. Beim ICC World Twenty20 2014 erreichte er mit dem indischen Team das Finale unterlag dort jedoch gegen Sri Lanka. Nach dem dritten Test der Tour in Australien zum Jahreswechsel 2014/15 erklärte er überraschend seinen Rücktritt als Test-Kapitän. Der Cricket World Cup 2015 endete im Halbfinale, als man gegen Australien unterlag. Beim Ausscheiden im Halbfinale des Cricket World Cup 2019 gegen Neuseeland bestritt er mit dem 350. ODI sein letztes Spiel in diesem Format. Im August 2020 erklärte er seinen Rücktritt vom internationalen Cricket, tritt jedoch seit dem weiterhin für die Chennai Super Kings in der Indian Premier League an.

## Preise und Auszeichnungen (Auswahl)
- 2008: Rajiv Gandhi Khel Ratna
- 2009: Padma Shri
- 2018: Padma Bhushan